# Острів'я
Острі́в'я — село в Україні, у Шацькій селищній територіальній громаді Ковельського району Волинської області. Населення становить 525 осіб.
Орган місцевого самоврядування — Шацька селищна рада.
Село Острів'я знаходиться в північно-західній частині Ковельського району, між Шацьких озер.

## Історія
Село Острів'я має давнє походження. Назва населеного пункту походить від його географічного розташування. Навколо розташовано сім озер і низовинних боліт, які утворили острівну сушу, що й дало назву селу.
За легендою, село Острів'я заснували втікачі від монголо-татарських набігів, коли жителі шукали глухих, недоступних для ворога місцевостей. У Галицько-Волинському літописі зазначено, що весною 1242 року татари «пустошили до Влодави і по озерах… багато лиха натворивши». Тут маються на увазі озера Світязь, Пулемецьке, Луки, на схід від міста Влодави. Про давнє походження села Острів'я свідчить і той факт, що на даній місцевості є три кладовища. Перша літописна згадка про село відсутня. Відомо, що в 1510 році власником села Острів'я був Христин Магнусовський.
В селі діє православна церква святої Варвари, яка збудована на початку 18 століття і є пам'яткою архітектури місцевого значення.
Також у селі Острів'я знаходиться Могила братська радянських воїнів 1944 рр. У 1955 р. місцевими майстрами на могилі споруджено пам'ятник. Рішенням облвиконкому № 360-р від 04.08.69р. взятий під охорону як пам'ятка історії місцевого значення. Охоронний № 190. Знаходиться на утриманні виконкому Піщанської сільської ради.
В січні 2019 року парафія УПЦ МП перейшла до Помісної Церкви України, однак пізніше ситуація склалася так, що в церкві святої Варвари і надалі служить громада УПЦ МП. Парафія Православної церкви України для Богослужінь обладнала сільський будинок.
12 червня 2020 року, відповідно до розпорядження Кабінету Міністрів України № 708-р «Про визначення адміністративних центрів та затвердження територій територіальних громад Волинської області», увійшло до складу Шацької селищної територіальної громади.
19 липня 2020 року, в результаті адміністративно-територіальної реформи та ліквідації Шацького району, село увійшло до новоутвореного Ковельського району.

## Населення
Згідно з переписом УРСР 1989 року чисельність наявного населення села становила 623 особи, з яких 284 чоловіки та 339 жінок.
За переписом населення України 2001 року в селі мешкало 517 осіб.

### Мова
Розподіл населення за рідною мовою за даними перепису 2001 року:
| Мова       | Відсоток |
| ---------- | -------- |
| українська | 98,48 %  |
| російська  | 1,14 %   |
| білоруська | 0,19 %   |
| румунська  | 0,19 %   |

## Постаті
Уродженцем села є Пашечко Михайло Іванович, доктор технічних наук, професор Національного університету «Львівська політехніка».

## Галерея

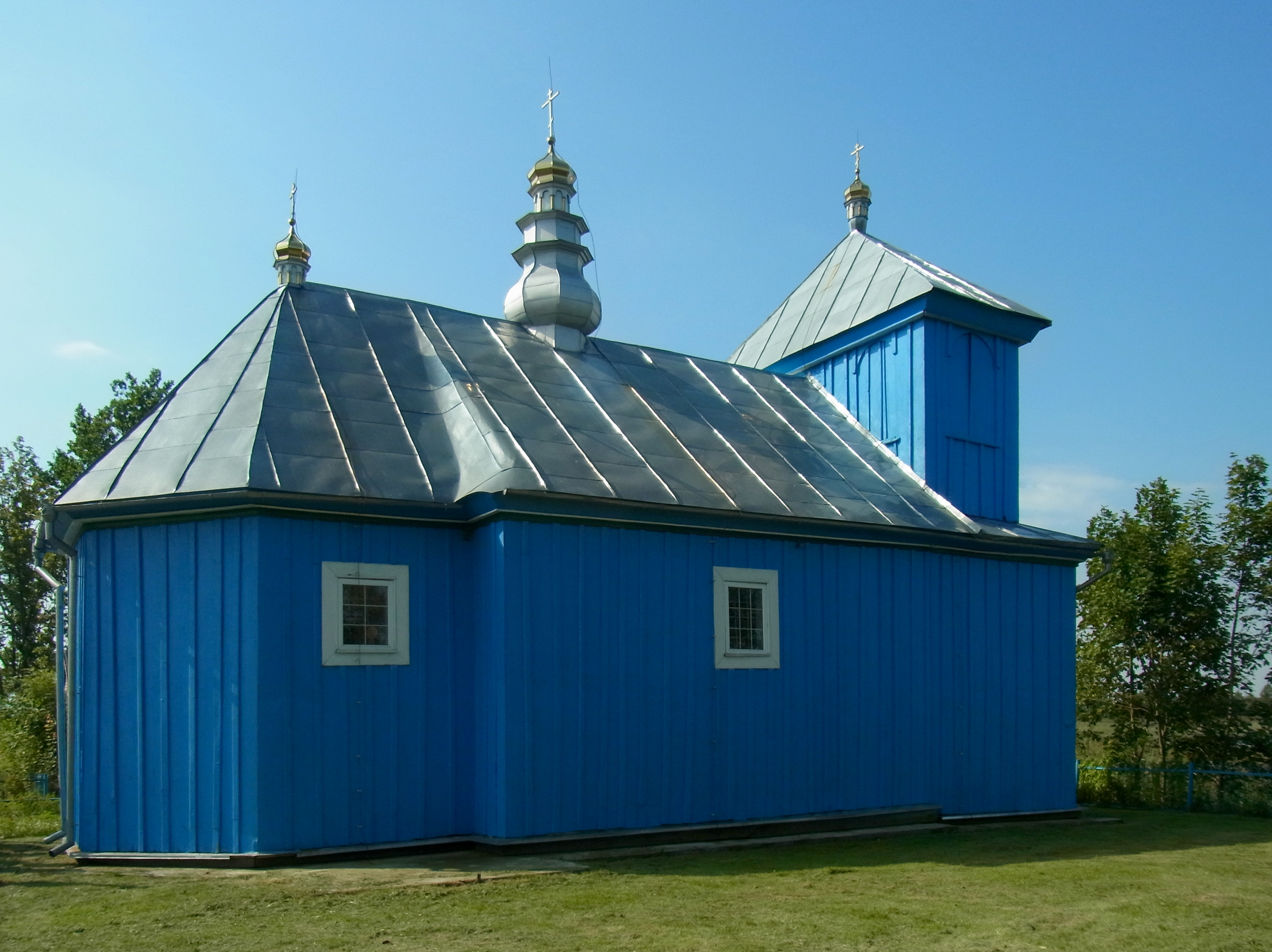
Церква святої Варвари
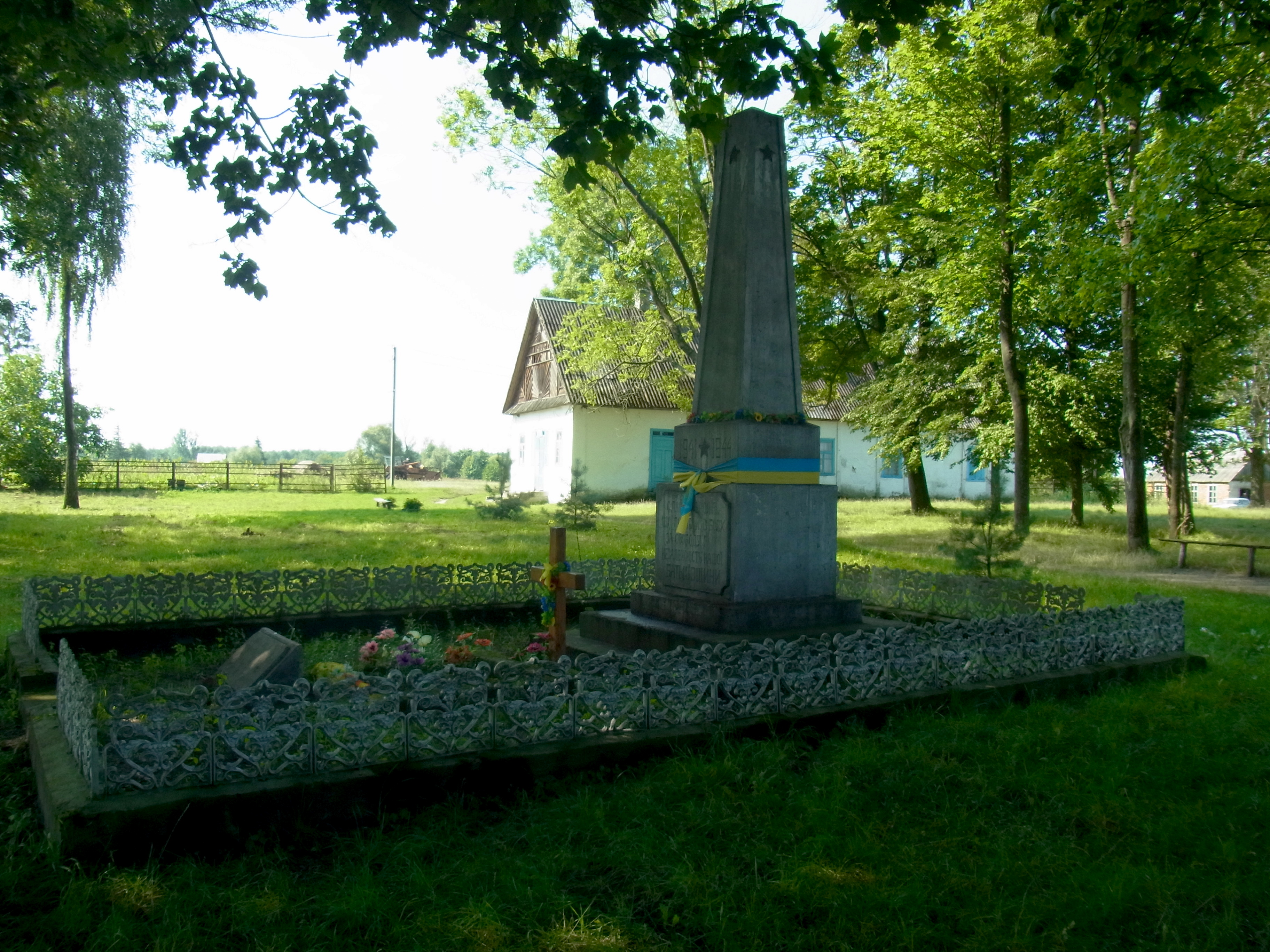
Могила братська радянських воїнів та партизанів
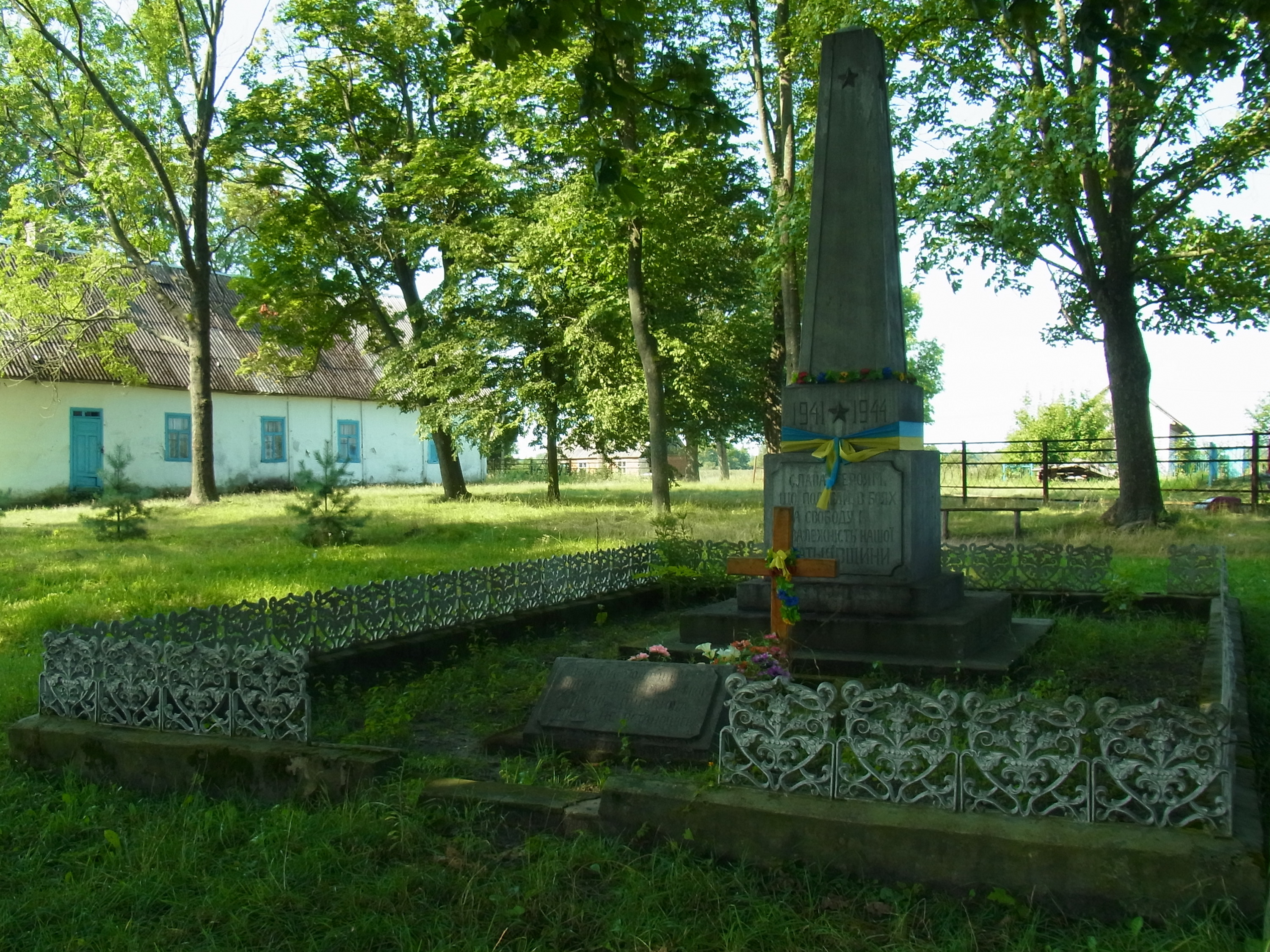
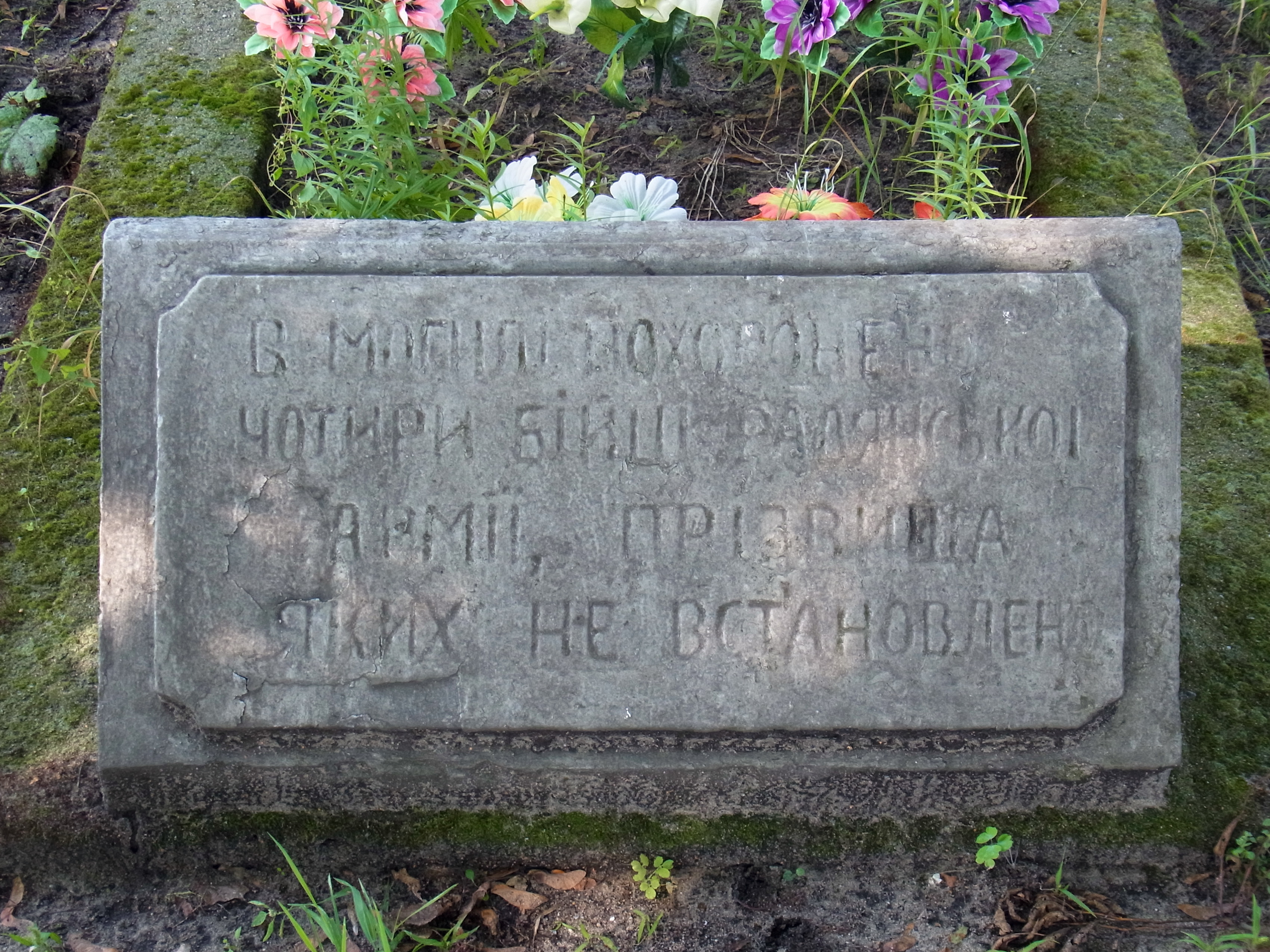